# Igarasi Takuja
Igarasi Takuja (五十嵐 卓哉; Hepburn: Takuya Igarashi; Szaitama prefektúra, 1965. december 21. –) egy szabadfoglalkozású japán animerendező, aki eredetileg a Toei Animationnek dolgozott. Esetenként a Kazajama Dzsúgo (風山 十五; Hepburn: Jūgo Kazayama) nevet használja.

## Élete
Miután elvégezte a középiskolát belépett a Studio G7-hez, majd a Toei Animationnél folytatta. Amikor kevés munka akadt a Toeinél, a Sunrisenál segédkezett a Madó King Granzort című sorozaton. Ismertebb munkái az Odzsamadzso Doremi, a Sailor Moon és a Soul Eater.

## Animerendezések
- Asita no Nadja
- Futari va Pretty Cure
- Kingjo Csúihó!
- Zatch Bell!
- Musisi
- Odzsamadzso Doremi
- Óran Kókó Host Club
- Sailor Moon
- Sódzso kakumei Utena
- Soul Eater
- Star Driver: Kagajaki no Takuto